# Густаво Серати
Густаво Адриан Серати (Буенос Ајрес, 11. август 1959 – 4. септембар 2014) био је аргентински музичар, кантаутор, композитор, продуцент и један од најутицајнијих и најпознатијих хиспаноамеричких рок музичара и легенда латиноамеричког рока.
Постао је славан и међународно признат као вокалиста, гитариста и композитор у једном од најбитнијих и најутицајнијих бендова у музичком свету Латинске Америке, Сода Стерео. По распаду ове групе, постао је популаран и доживео успех као солиста – снимио је 5 студијских албума и сарађивао у разним музичким пројектима са другим музичарима. Своју солистичку каријеру започео је почетком деведесетих година 20. века паралелно као члан бенда, који се касније распао због разних криза. У таквом расплету догађаја, Серати објављује свој први албум Amor amarillo, али са поновним окупљањем бенда албум је чекао на своје објављивање.
Након Сода Стерео-а, Серати је експериментисао у разним музичким стиловима, преко електронике па све до симфонијске музике. 2007. године Сода Стерео се поновно окупља на турнеји под називом Me verás volver, након које су чланови бенда наставили своје каријере самостално. 15. маја 2010. године Серати доживљава мождани удар, након којег пада у кому у којој је провео више од четири године. Умро је 4. септембра 2014. године у Буенос Ајресу, након отказивања органа за дисање.
Током своје солистичке каријере освојио је и био номинован за бројне награде, међу којима се налазе Grammy Latino, Konex, MTV и Gardel. 5. децембра 2013. године Серати бива одликован као почасни грађанин од стране града Буенос Ајреса. У свом издању из септембра 2012. године, часопис Ролинг Стоун га је ставио на четврто место на листи 100 најбољих рок музичара Латинске Америке.

## Почетне године
Серати се родио 11. августа 1959. године у насељу Баракас у Буенос Ајресу, као старији син инжењера и рачуновође Хуан Хосеа Сератија и Лилијан Кларк. Од детињства је био везан за музику и амбијент који је она производила. У основној школи први пут формира бенд. Осим музике, волео је да црта. Прве музичке утицаје примио је од бендова попут The Police, Queen, The Cure, Deep Purple или од Дејвида Боувија. У средњој школи формира бенд са којим побеђује на једном телевизијскИскошени текстом конкурсу, а касније сарађује са два бенда: Vozarrón и Savage. Глуми у једном кабареу на отвореном, испред парка Сентенарио. Сарађује са уругвајским бендом The Morgan који је своју каријеру започео под утицајем The Police. Касније формира групу Stress са неким од својих пријатеља.

## Почеци бенда и други пројекти (1982—1992)
1982. године Серати је остварио чврсту пријатељску и музичку везу са Хектором Сетом Босијом, која ће касније постати одлучујућа у будућности ових стваралаца. Познавали су се од раније, јер су похађали курс на Универзитету у Салвадору. Њихово пријатељство се претворило у музичку сарадњу, када су 1982. године формирали бенд под именом Soda Stereo. Њих двојица имали су сличан музички укус, а и имали су исти сан: да формирају музички бенд под утицајем култног бенда The Police (који је те године наступао у Аргентини), али са сопственим темема певаним на шпанском језику. Прошли су кроз различите пројекте, попут The Morgan или Stress, заједно са људима попут Сандре Бајлак, Пабла Гвадалупеа или Андреса Каламара. Најзад, одлучују да формирају сопствени бенд, односно трио, и бенд називају Сода Стерео. Коначна формација бенда била је: Густаво Серати (певач и гитариста), Сета Босио (пратећи вокал и бас) и Шарли Алберти (бубњеви). Држали су до свог стила који је укључивао тадашње рок моделе стила: шминкање и посебан стил фризура, али и прве стихове. Прве концерте одржавали су у дискотеци Airport и у Stud Free Pub. Густаво Серати је са овим бендом снимио седам албума: Soda Stereo (1984), Nada personal (1985), Signos (1986), Doble vida (1988), Canción animal (1990), Dynamo (1992), Sueño Stereo (1995). Паралелно са овим бендом, Серати је сарађивао са бендом Fricción, а такође је позната сарадња и са Шарлијем Гарсијом.

## Самостална каријера
Након распада бенда Soda Stereo, Серати се посвећује експериментисању. Сарађивао је са Флавијом Ечтетом, формиравши електронски дуо. Такође, сарађује на диску посвећеном The Police заједно са Ендијем Самерсом, бившим гитаристом овог бенда. Први самостални албум Серати објављује под именом Bocanada 28. јуна 1999. године. Албум је снимљен у Буенос Ајресу, али такође је обрађен у чувеном Abbey Road студију у Лондону. На албуму су сарађивали Лео Гарсија као пратећи вокал, Фернандо Нале као басиста, Флавио Ечтето као клавијатуриста и Мартин Карисо за бубњевима. Овај албум се посматра као први самостални албум Густава Сератија, будући да га је створио потпуно самостално у односу на бенд Soda Stereo. Био је одлично прихваћен од стране критике, многи га сматрају најбољим Сератијевим албумом. Критичар Давид Кортес Арсе окарактерисао је овај албум као суштински у схватању рок музике и културе у латиноамеричком свету. Албум је постао платинаст у Аргентини, а Серати је на турнеји боравио у Аргентини, Чилеу, Колумбији, Костарики, Еквадору, Ел Салвадору, Сједињеним Америчким Државама, Мексику, Панами и Венецуели. Песма Puente постала је један од симбола латиноамеричког рока модерног доба.

### +Bien и 11 episodios sinfónicos
2001. године Серати сарађује на филму +Bien за који прави музику, који ће бити номинован за најбољи рок албум у оквиру латиноамеричког Grammy-а. На овом албуму сарађује са Леандром Фреском. Након овог пројекта, Серати сарађује на албуму 11 episodios sinfónicos, који укључује Сератијеве песме извођене уз пратњу симфонијског оркестра. Албум је презентован 22. априла 2002. године у главној сали Teatro Colón уз пратњу Националног симфонијског оркестра Аргентине и под палицом Педра Игнасиа Калдерона. Овај албум представљен је у Мексику, Венецуели, Чилеу и Мендоси у Аргентини.

### Siempre es hoy (2002—2004)
Трећи Сератијев албум, Siempre es hoy, изашао је крајем 2002. године симултано у Аргенитни, САД, Мексику и Чилеу. Осим рока, албум садржи јаке утицаје попа и електронске музике. Албум је представљен на стадиону Luna Park у Буенос Ајресу, у сарадњи са многобројним музичарима. Серати овај албум представља на турнеји широм Латинске Америке (Чиле, Перу, Боливија, Еквадор, Венецуела, Уругвај, Костарика, Панама, Порторико, САД) и САД. 2003. године Серати на својој веб страници поставља бесплатне семпле својих песама и започиње конкурс у којем би се семплови бесплатно обрађивали и тако објавили на засебном диску: Siempre es hoy: Reversiones. Исте године објављује се видео издање симфонијског концерта, снимљеног у позоришту Avenida. 2004. године објављује компилацију песама Canciones elegidas 93-04, на којем се јавља нова нумера «Tu locura». Постоји европско издање (Шпанија) и латиноамеричко (Аргентина), са другачијим избором песама.